# AKC Blauw-Wit
AKC Blauw-Wit is een Nederlandse korfbalvereniging uit Amsterdam. De club heeft een rijke geschiedenis in de korfbalwereld en speelt op het hoogste landelijke niveau.
In de zaal speelt de club in de prestigieuze Korfbal League en op het veld speelt het in de Ereklasse.

## Geschiedenis
De club werd opgericht op 6 december 1916 onder de naam GOKC (Geheel Onthouders Korfbal Club).
De vereniging is 14 maal Nederlands veldkampioen geworden en 3 maal Nederlands zaalkampioen. Vooral 1969 was een bijzonder jaar in de clubhistorie; zowel kampioen op het veld als in de zaal. Dit is de spreekwoordelijke "dubbel" in de korfbalcompetitie.
Sinds 2016 is de vereniging onderscheiden met de KNKV "Koninklijke Erepenning" .

## Erelijst
- Nederlands kampioen veldkorfbal, 14x (1933, 1936, 1937, 1938, 1949, 1953, 1954, 1964, 1968, 1969, 2001, 2010, 2013, 2017)
- Nederlands kampioen zaalkorfbal, 3x (1969, 1979, 1980)
- Europacup kampioen veldkorfbal, 2x (1968, 1969)
- Supercup kampioen veldkorfbal, 2x (2013, 2017)

## Korfbal League
Sinds de oprichting van de Korfbal League speelt Blauw-Wit in deze competitie. Blauw-Wit heeft, net als Fortuna en PKC alle 20 seizoenen meegemaakt.
Van alle afgeronde seizoenen eindigde de club 1 maal in de play-downs waarin het moest vechten tegen degradatie. Dit gebeurde in 2009, maar de club won en bleef in de League.
Vanaf 2011 was de club een vrij vast onderdeel van de play-offs. Behalve 2013-2014 hoorde de club bij de laatste 4. In de play-offs werd altijd PKC of TOP getroffen.
In seizoen 2016-2017 won de club de play-offs en stond het in de finale in Ziggo Dome. Daar werd echter verloren van TOP.
Seizoenen in de Korfbal League:
| Seizoen   | Plaats op ranglijst | Prestaties                                                                |
| --------- | ------------------- | ------------------------------------------------------------------------- |
| 2005-2006 | 6                   |                                                                           |
| 2006-2007 | 6                   |                                                                           |
| 2007-2008 | 8                   |                                                                           |
| 2008-2009 | 9                   | wonnen in de play-downs tegen KVS                                         |
| 2009-2010 | 8                   |                                                                           |
| 2010-2011 | 5                   |                                                                           |
| 2011-2012 | 2                   | verloren in play-offs tegen PKC. Verloren in de kleine finale van Fortuna |
| 2012-2013 | 4                   | verloren in play-offs tegen PKC. Wonnen de kleine finale van KZ           |
| 2013-2014 | 6                   |                                                                           |
| 2014-2015 | 2                   | verloren in play-offs tegen TOP. Verloren de kleine finale van KZ         |
| 2015-2016 | 3                   | verloren in play-offs tegen TOP. Wonnen de kleine finale van KZ           |
| 2016-2017 | 4                   | wonnen in play-offs tegen PKC. Verloren de grote finale van TOP           |
| 2017-2018 | 3                   | verloren in play-offs tegen TOP                                           |
| 2018-2019 | 6                   |                                                                           |
| 2019-2020 | N/A                 | competitie niet uitgespeeld vanwege de coronapandemie                     |
| 2020-2021 | 4                   | verloren in de play-offs tegen TOP                                        |
| 2021-2022 | 7                   |                                                                           |
| 2022-2023 | 8                   |                                                                           |
| 2023-2024 | 6                   |                                                                           |

## Individuele prijzen
In de historie van Blauw-Wit zijn er een aantal individuele prijzen gewonnen:
| Seizoen   | Persoon                         | Prijs                         |
| --------- | ------------------------------- | ----------------------------- |
| 2017-2018 | Marc Broere                     | Korfballer van het Jaar       |
| 2017-2018 | Marloes Frieswijk               | Beste Speelster onder 21 jaar |
| 2017-2018 | Frank Mostard                   | Doelpunt van het Jaar         |
| 2016-2017 | Barry Schep & Rini van der Laan | Coach van het Jaar            |
| 2015-2016 | Barry Schep & Rini van der Laan | Coach van het Jaar            |
| 2004-2005 | Tim Bakker                      | Talent van het Jaar           |
| 2004-2005 | Kim Cocu                        | Talent van het Jaar           |
| 2000-2001 | Marjan de Jong                  | Korfbalster van het Jaar      |
| 2000-2001 | Herman van Gunst                | Coach van het Jaar            |
| 2000      | Rini van der Laan               | IKF "Korfbalster van de Eeuw" |
| 1990-1991 | Rini van der Laan               | Korfbalster van het Jaar      |
| 1988-1989 | Rini van der Laan               | Korfbalster van het Jaar      |
| 1984-1985 | Rini van der Laan               | Korfbalster van het Jaar      |

## Beach-korfbal
Blauw-Wit is als club ook actief op het gebied van beach-korfbal. Zo doen zij mee aan de kampioenschappen voor senioren en jeugd.
In 2016 en 2017 won Blauw-Wit het kampioenschap bij de senioren.
Blauw-Wit · DOS'46 · DVO · Fortuna · Koog Zaandijk · LDODK · PKC · KCC · HKC · Unitas